# (9612) Белгород
(9612) Белгород (лат. Belgorod) — небольшой астероид главного пояса, который был открыт 4 сентября 1992 года советским астрономом Людмилой Журавлёвой в Крымской обсерватории и назван в честь российского города Белгород.

Орбита астероида Белгород и его положение в Солнечной системе